# Svatý kopeček u Mikulova
Svatý kopeček u Mikulova este o arie protejată (arie specială de conservare — SAC, sit de importanță comunitară — SCI) din Republica Cehă întinsă pe o suprafață de 46,89 ha, integral pe uscat.

## Localizare
Centrul sitului Svatý kopeček u Mikulova este situat la coordonatele 48°48′28″N 16°39′02″E / 48.807778°N 16.650556°E.

## Înființare
Situl Svatý kopeček u Mikulova a fost declarat sit de importanță comunitară în aprilie 2005 pentru a proteja 1 specie de plante și 2 specii de animale. Situl a fost protejat și ca arie specială de conservare în iulie 2012.

## Biodiversitate
Situată în ecoregiunea panonică, aria protejată conține 2 habitate naturale: Pajiști panonice carstice (Stipo-Festucetalia pallentis), Pajiști stepice subpanonice.
La baza desemnării sitului se află mai multe specii protejate:
- plante (1): Iris humilis
- nevertebrate (2): Euplagia quadripunctaria, rădașcă (Lucanus cervus)